# Giovanni Ricciardi (violonchelista)
Giovanni Ricciardi (Génova, Italia, 21 de octubre de 1968) es un músico de origen italiano, considerado uno de los máximos violonchelistas de su generación.
Ricciardi empezó a estudiar violoncelo a los seis años de edad en Génova. Acabó sus estudios superiores de música y violoncelo en el Conservatorio Nicolò Paganini de esa ciudad.
Fue discípulo del maestro Michael Flaksman, técnica Antonio Janigro. Ricciardi apareció con muchas de las orquestas principales de América del Sur, de Europa y de Asia, y trabajó con los directores más distinguidos.